# Peugeot 905
O Peugeot 905 foi um protótipo-desportivo produzido pela construtora francesa Peugeot, destinado a competir no World Sportscar Championship.
Foi revelado em fevereiro de 1990 e desenvolvido com o passar do ano até finalmente realizar sua estreia oficial nas últimas duas corridas do ano, nos 480km de Montreal e México. Sua primeira aparição não-oficial em pista foi em 4 de Julho de 1990 no Circuito de Nevers Magny-Cours, com Jean-Pierre Jabouille o conduzindo pela primeira vez.
Este modelo em sua versão "905B" conquistou a vitória geral nas 24 Horas de Le Mans de 1992 com o trio composto por Derek Warwick, Yannick Dalmas e Mark Blundell. O mesmo feito foi repetido em 1993, com desta vez o trio composto por Geoff Brabham, Christophe Bouchut e Éric Hélary tendo a honra de conduzirem o veículo para um 1.º lugar a frente dos outros dois carros da equipe, formando assim um pódio completo da montadora na edição desta prova.
Além de conquistar as 24 Horas de Le Mans de 1992-1993, a Peugeot venceu ambos o campeonato de pilotos e construtores em 1992 com a concorrência da Toyota e o seu TS010. Algo que não pode ser disputado no ano seguinte visto o abandono do calendário do WSC pela gradativa falta de interesse no novo regulamento imposto a partir de 1991, que aliado a pouquíssimas entradas nas provas disputas em 1992, acabou a culminar no descarte do campeonato, e a realização solene das 24 Horas de Le Mans de 1993.
Das 17 corridas em que o Peugeot 905 participou, ele acabou por vencer 9 delas, com a sua maior taxa de sucesso nesses números começando a partir da segunda metade de 1991, com a introdução da evolução do modelo usado até então, o agora chamado "905 Evo".

## História

### Início
Em Novembro de 1988, o departamento esportivo da Peugeot conhecido então como "Peugeot Talbot Sport", sob a liderança de Jean Todt em Vélizy-Villacoublay, nos subúrbios de Paris, anunciaram o projeto do Peugeot 905 para competir no campeonato de 1991, com a introdução dos novos regulamentos a partir do mesmo ano.
Tecnologicamente avançado com relação a seus contemporâneos, o 905 utilizava um chassis de fibra de carbono feito em parceria com a fabricante de aviões militares e civis "Dassault", e contava com uma matriz de potência semelhante aos usados nos veículos de Fórmula 1 do mesmo período, vindo equipado com um motor V10 de 3,499cc (3.5 L) naturalmente aspirado, de signatura "SA35-A".
Em Vélizy-Villacoublay, mesmo lugar onde teria sido anunciado o projeto do carro, veio também a ser o berço do veículo, com o primeiro Peugeot 905 sendo construído na comuna francesa e sendo revelado em 4 de Julho de 1990 no Circuito de Nevers Magny-Cours, com Jean-Pierre Jabouille dando as primeiras voltas em seu futuro companheiro de trabalho.
Tendo passado os períodos de amostra ao público, o 905 passou por vários outros testes de shakedown e desenvolvimento até finalmente estrear no final do ano, nos 480km de Montreal, sob uma dispensa especial à equipe de ter que pagar uma multa por todas as corridas às quais o time não participou.
Em seu primeiro contato oficial com as pistas, o 905 se demonstrou notavelmente rápido com relação aos outros veículos de motorização de 3.5 ou inferior (esses aceitos ao regulamento do próximo ano) porém ainda sim não se demonstrava uma preocupação para as montadoras de ponta que lideravam o campeonato até então, como Mercedes, Jaguar e Nissan, além também da Toyota.
(Parênteses no parágrafo em função da Jaguar e da Nissan usarem motores 3.5, porém os mesmos contavam com turbos, o que os não tornavam legais para o regulamento de 1991).
Nesta mesma corrida, a confiabilidade do carro não chamou tanta atenção quanto sua aparência e som, com o veículo abandonando com 22 voltas devido a um problema com a bomba de combustível.
Em sua próxima corrida nos 480km do México, o 905 conseguiu dessa vez completar a prova, com o carro francês nas mãos de Keke Rosberg e Jean-Pierre Jabouille realizando 101 voltas, o classificando em 13º nos resultados finais da corrida.

### Temporada de 1991
O 905 começou a sua primeira temporada completa no WSC de 1991. O carro agora contava com pequenas revisões na parte aerodinâmica (saia nas rodas traseiras) e no peso do carro (com a remoção alternada dos faróis em corridas de curta e longa duração, não sendo mais definitivo no carro) e nada mais do que isso, mas mesmo assim ele agora estava mais competitivo do que anteriormente, visto que todas as outras montadoras e times não oficiais estavam sujeitos ao novo regulamento, oferecendo uma vantagem de experiência tecnológica nos rumos a se tomar com o modelo, além de que, quem não aderisse ao regulamento ficaria sujeito a duríssimas punições como de combustível a ser carregado e pressão dos turbos por exemplo, facilitando ainda mais uma briga de ponta com o carro.
E assim aconteceu logo na primeira corrida da temporada, nos 430km de Suzuka, onde a Peugeot abriu a temporada vencendo dos agora penalizados Mercedes-Sauber C11's (contavam com motor turbo e deslocamento de 4973 cc) e com sorte dos abandonos mútuos dos carros da Jaguar, os "XJR-14's", modelos dedicados ao novo regulamento da construtora britânica que se mostravam os únicos mais rápidos do que os 905's naquele momento.
Sabendo da vitória por sorte dos abandonos dos estupidamente rápidos carros da Jaguar, a Peugeot notou de cara da ameaça e começou a trabalhar em uma visão revisada do modelo, com apenas o cockpit da versão anterior se mantendo nesta nova. Foi assim então que nasceu o "905 Evo", estreando na 5º corrida do calendário. Com potência e aerodinâmica melhorada, a versão Evo do carro conseguiu brigar de igual para os modelos da Jaguar, além também dos da Mercedes, que já contavam com o modelo "C291", adequado para o regulamento.
Agora com uma verdadeira flecha nas mãos, a Peugeot concluiu o campeonato vencendo as próximas 2 corridas, em Magny-Cours e na Cidade do México, permitindo assim que a montadora concluísse o ano em 2.º no campeonato de construtores.

### Temporada de 1992
Para 1992 e o desinteresse das fabricantes com o regulamento, que demandava custos altíssimos para o desenvolvimento dos veículos e as logísticas para o preparo de cada participação, a Peugeot só viu uma única concorrente se erguer como séria naquele momento, a Toyota, e seu modelo TS010.
Mesmo assim, a Peugeot conseguiu sair vitoriosa dessa disputa, com o time apenas perdendo a corrida de abertura do campeonato, em Monza, e levando em contrapartida o restante das provas em 1º colocação, em Silverstone, Le Mans, Donington Park, Suzuka e Magny-Cours, dando assim ao time por unanimidade a conquista de ambos o campeonato de pilotos e de construtores.

### Temporada de 1993
Em 1993 o World Sportscar Championship, que orginalmente circulava no mesmo formato desde 1953, finalmente foi descartado visto a situação que o novo regulamento proposto por Bernie Ecclestone em conjunto com a Federação Internacional do Automóvel proporcionaram, dando assim apenas a aprovação para acontecer as 24 Horas de Le Mans no mesmo ano, edição a qual a Peugeot viveu seu maior triunfo conquistando as três primeiras posições algo que não seria igualado pela montadora em suas próximas participações na corrida, com o mais próximo sendo a conquista das duas primeiras posições na edição de 2009, com o agora Peugeot "908".

### Peugeot 905 Evo 2 "Supercopter"
Antes de ser anunciado o fim do campeonato, a Peugeot já tinha começado o desenvolvimento da próxima geração de seu modelo atual, o que seria chamado de "Evo 2", e tinha a intenção de estrear no campeonato de 1993 do WSC. Porém, o carro nunca foi utilizado em competição séria, e se limitou a apenas realizar testes no circuito de Paul Ricard, além de uma aparição nos treinos-livres na última prova do calendário de 1992, em Magny-Cours.

## Especificações[11][12]

### Montadora
Peugeot

### Primeira Corrida
1990

### Categoria
Grupo C1

### Motor
641 cv @ 12.500 RPM (1990 - Meados de 1991
≅ 715 cv @ 12.500 RPM (Meados de 1991 - Até meados de 1993)

### Transmissão
Câmbio Sequencial de 6 Marchas, RMR e RWD.

### Chassis
Monocoque de Fibra de carbono.

### Comprimento
4,80 metros

### Largura
1,96 metros

### Altura
1,04 metros

### Peso
750 kg

### Pneus
Michelin 32x83x17 (dianteiros)
Michelin 34x70x18 (traseiros)

## Resultados nas 24 horas de Le Mans[11][12]

#### 1991
#5 Baldi - Alliot - Jabouille - Abandono (Problemas de motor) (Baldi não assumiu o carro)
#6 Dalmas - Rosberg - Raphanel - Abandono (Problemas de transmissão)

#### 1992
#1 Dalmas - Warwick - Blundell - 1º colocação (352 voltas - 4787.2 km percorridos com uma velocidade média de 199.34 km/h)
#2 Baldi - Alliot - Jabouille - 3º colocação (345 voltas)
#31 Ferté - Van de Poele - Wendlinger - Abandono (Problemas de motor)

#### 1993
#3 Bouchut - Hélary - Brabham - 1º colocação (375 voltas - 5.100 km percorridos com velocidade média de 213.358 km/h)
#1 Dalmas - Boutsen - Fabi - 2º colocação (374 voltas)
#2 Baldi - Alliot - Jabouille - 3º colocação (367 voltas)

## Outros resultados[11][12]

### Suzuka 1991
Baldi - Alliot - 1º colocação

### Magny-Cours 1991
Rosberg - Dalmas - 1º colocação
Baldi - Alliot - 2º colocação

### México 1991
Rosberg - Dalmas - 1º colocação
Baldi - Alliot -  2º colocação

### Silverstone 1992
Warwick- Dalmas - 1º colocação

### Donington Park 1992
Baldi - Alliot - 1º colocação
Warwick - Dalmas - 2º colocação

### Suzuka 1992
Warwick - Dalmas - 1º colocação

### Magny-Cours 1992
Baldi - Alliot - 1º colocação
Bouchut - Hélary - 2º colocação